# Ectropis excursaria
Ectropis excursaria là một loài bướm đêm trong họ Geometridae. Nó được tìm thấy ở phía đông Úc.

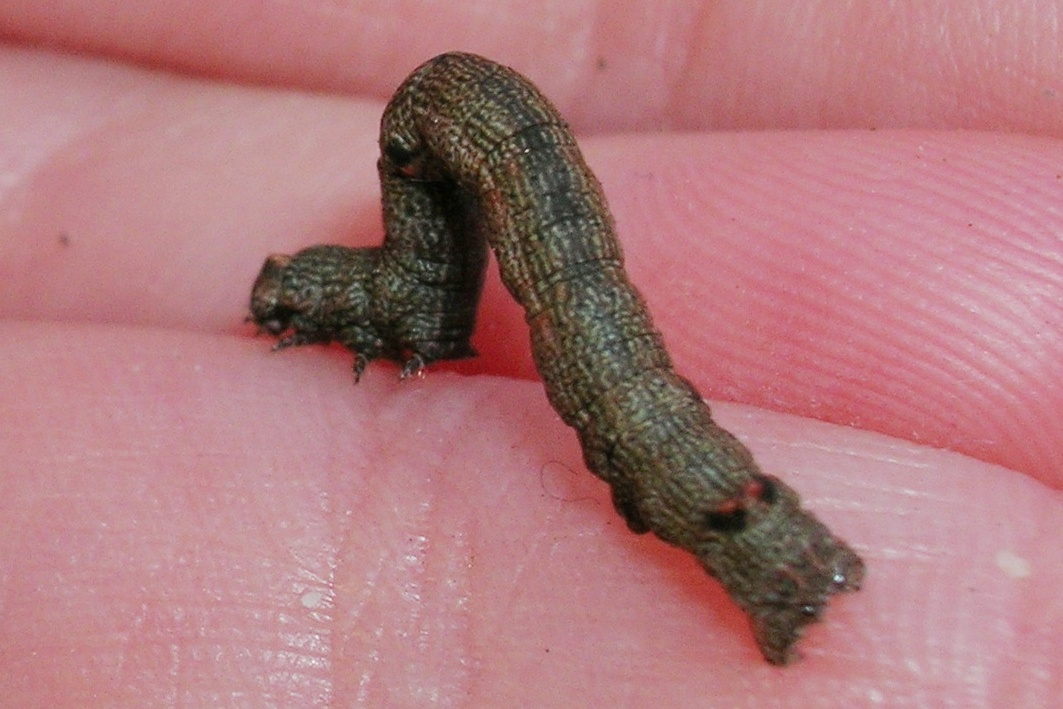
Ấu trùng

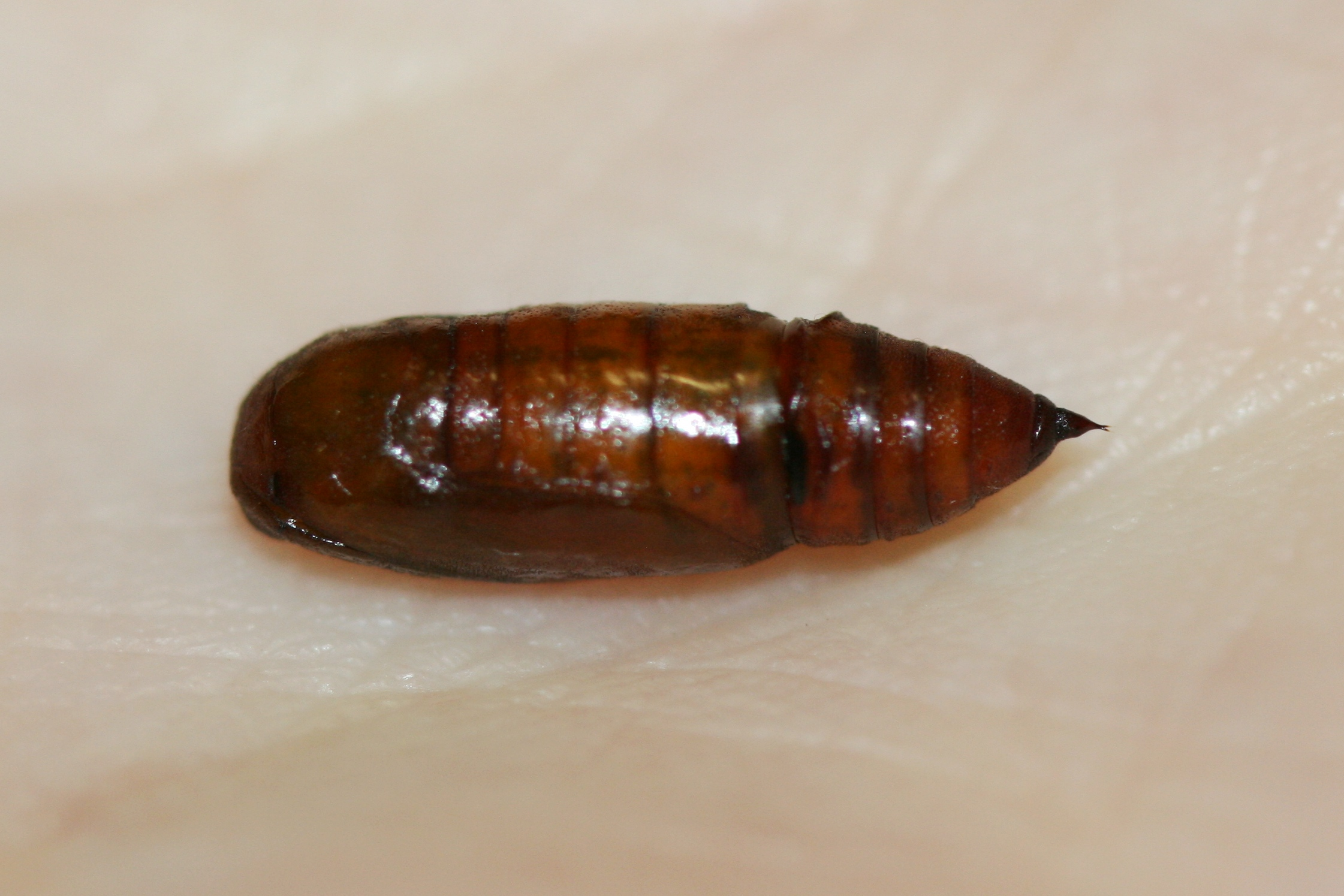
Nhộng

Sải cánh dài 30–45 mm, con cái lớn hơn con đực. Ấu trùng ăn nhiều loài cây khác nhau, bao gồm các loài Hedera helix, Pelargonium zonale, Juglans regia, Salvia officinalis, Pinus radiata, Rosa odorata, Gardenia jasminoides, Citrus limon, Hardenbergia violacea và Cassia, Acacia, Eucalyptus, Bursaria và Hakea.

## Hình ảnh

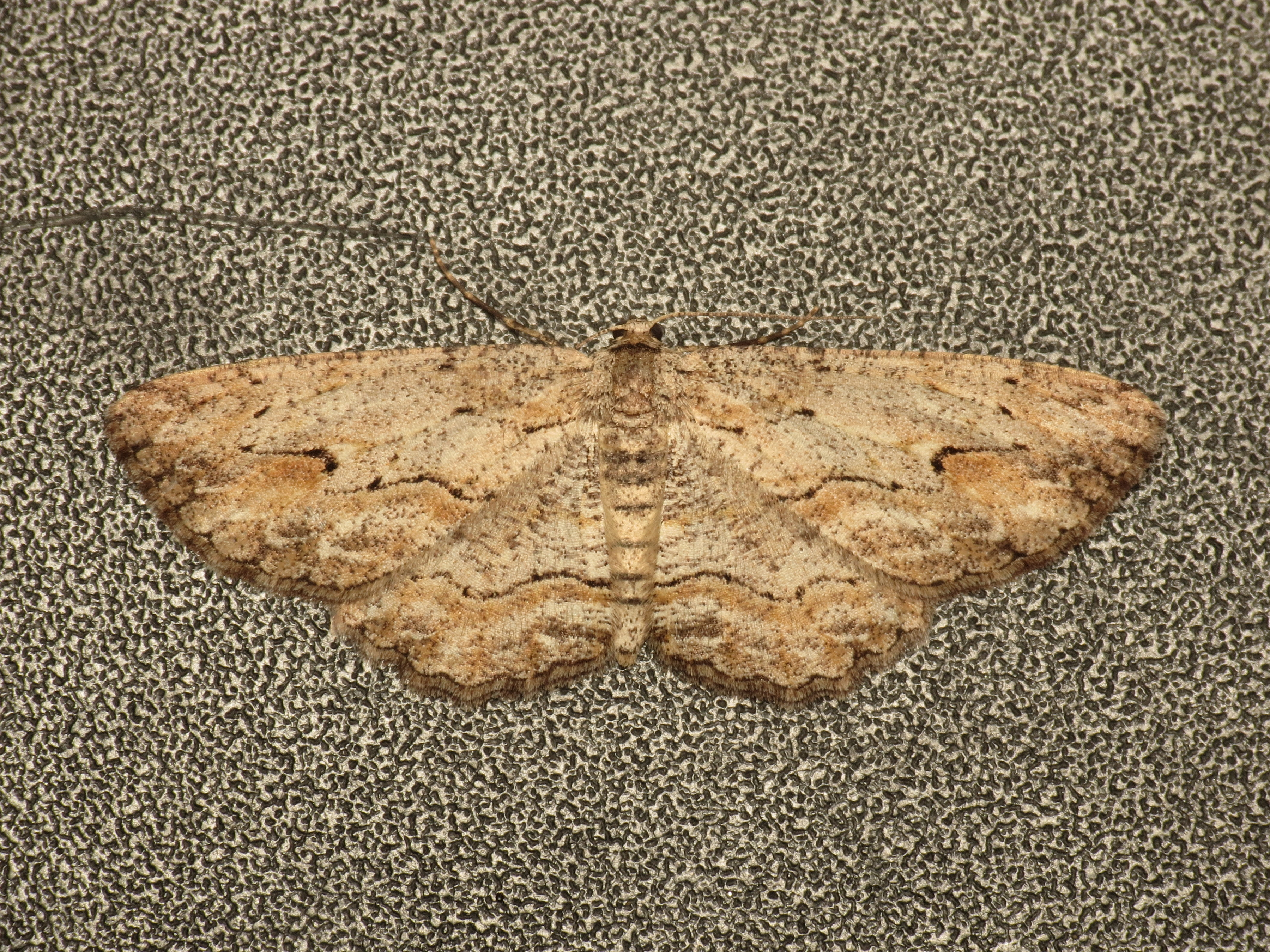
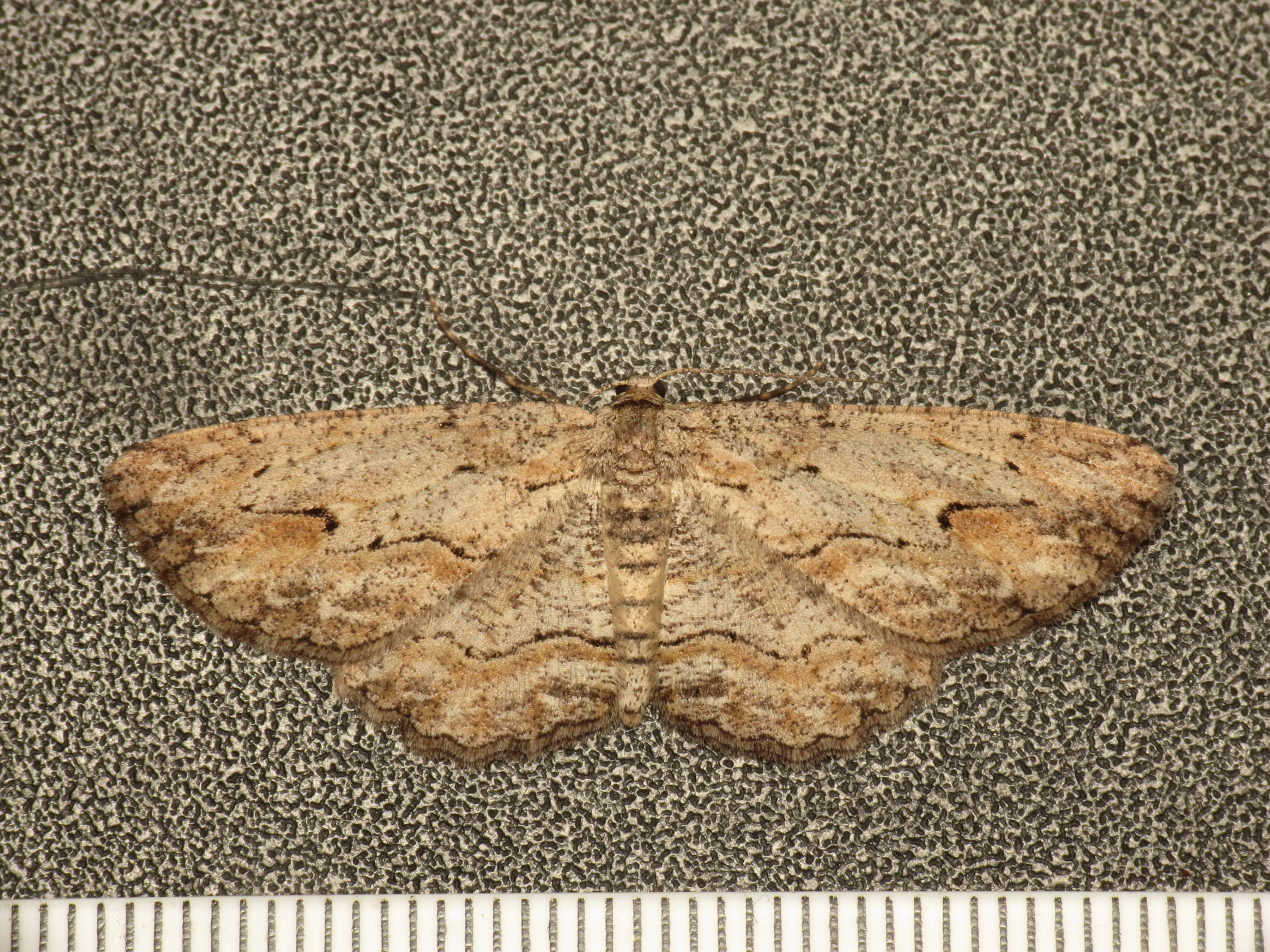
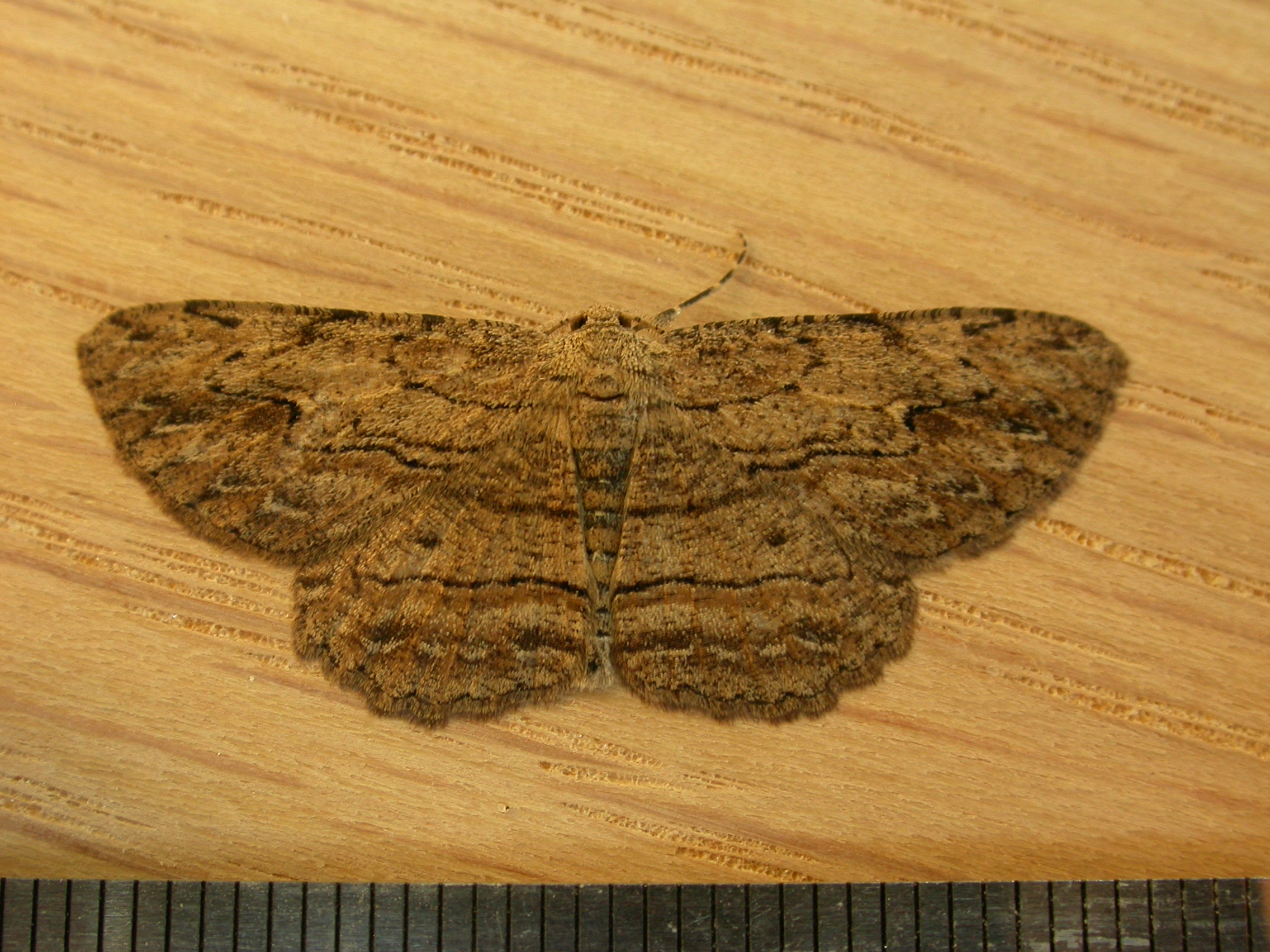
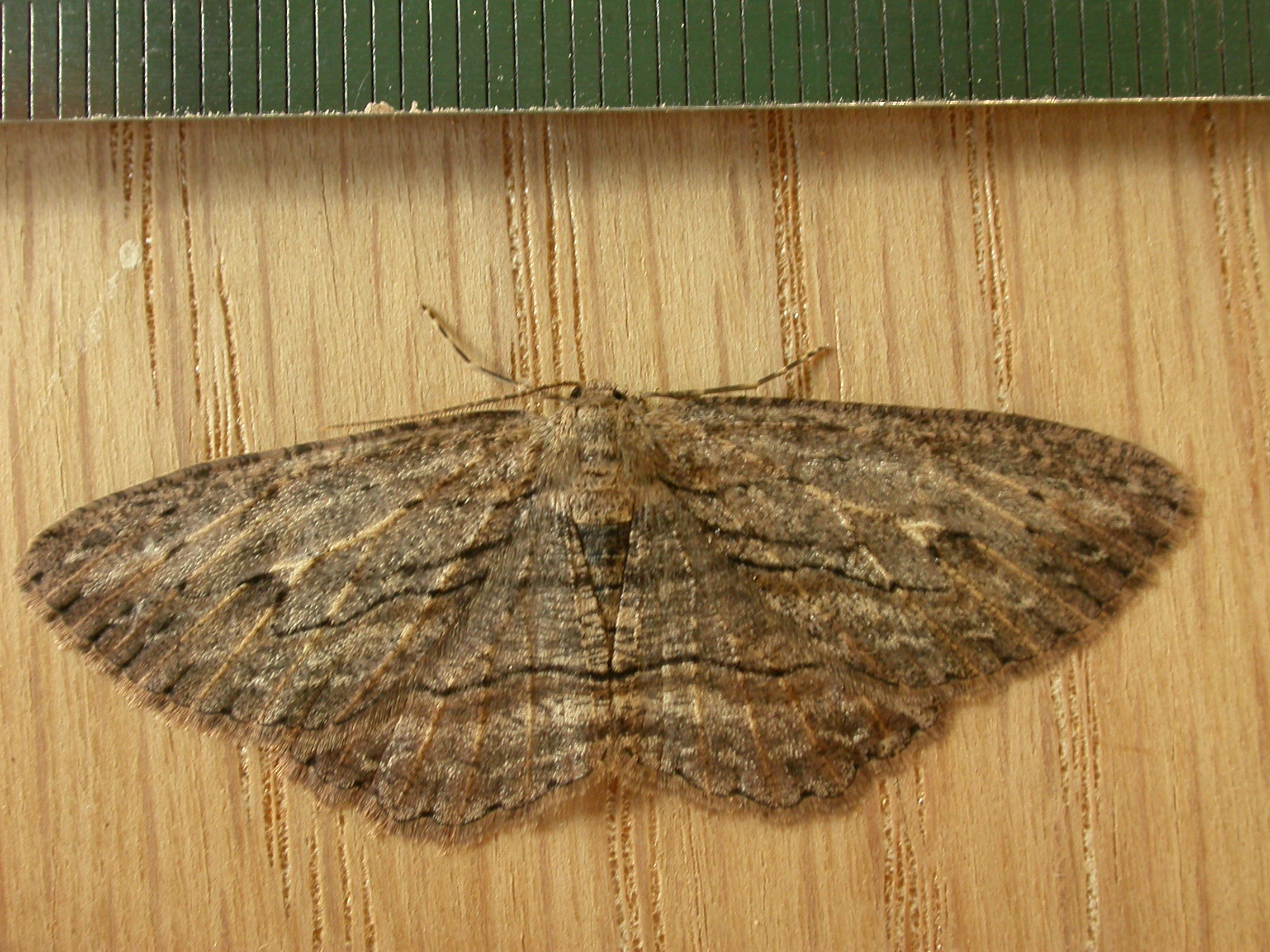